# Aeropista de Morelos (Chihuahua)
La Aeropista de Morelos (Código DGAC: MOR) es un pequeño campo de aviación localizado a 1.5 kilómetros al nornoroeste de Morelos y que es operado por el ayuntamiento de la misma ciudad. La planeación de la construcción de este aeródromo comenzó en el año 2011, en el cual también se contemplaba la construcción de: Aeropuerto de Creel, Aeropuerto de Ciudad Delicias, Aeropuerto de Ciudad Cuauhtémoc, Aeropuerto de Ojinaga, Aeródromo de Guadalupe y Calvo, Aeropista de Madera, Aeropista de Batopilas, Aeródromo de Témoris y Aeropista de Balleza.
Cuenta con una pista de aterrizaje de 635 metros de largo y 12 metros de ancho con gota de viraje en la cabecera 16, también cuenta con una plataforma de aviación sin pavimentar 1,625 metros cuadrados. Actualmente el aeródromo solo se utiliza con fines de aviación general.